# چکیده‌های زیست‌شناختی
چکیده‌های زیست‌شناختی یک پایگاه داده‌است که توسط شرکت کلاریویت آنالیتیکس تولید می‌شود. این پایگاه شامل خلاصه‌هایی از مقالات بررسی شده در زمینه‌های زیست‌شناسی، بیوشیمی، بیوتکنولوژی، گیاه‌شناسی، پیش بالینی و پزشکی تجربی، فارماکولوژی، جانورشناسی، کشاورزی، و دامپزشکی است که از سال ۱۹۲۶ چاپ می‌شود.